# Мінгора
Мінгора (пушту مینګورہ) — місто в пакистанській провінції Хайбер-Пахтунхва, найбільший населений пункт в долині Сват.

## Географія
Центр міста розташований на висоті 908 м над рівнем моря.

### Клімат
Місто знаходиться у зоні, котра характеризується середземноморським кліматом. Найтепліший місяць — червень із середньою температурою 32.8 °C (91 °F). Найхолодніший місяць — січень, із середньою температурою 10.6 °С (51 °F).
| Клімат Мінгори          | Клімат Мінгори | Клімат Мінгори | Клімат Мінгори | Клімат Мінгори | Клімат Мінгори | Клімат Мінгори | Клімат Мінгори | Клімат Мінгори | Клімат Мінгори | Клімат Мінгори | Клімат Мінгори | Клімат Мінгори | Клімат Мінгори |
| Показник                | Січ.           | Лют.           | Бер.           | Квіт.          | Трав.          | Черв.          | Лип.           | Серп.          | Вер.           | Жовт.          | Лист.          | Груд.          | Рік            |
| Абсолютний максимум, °C | 25             | 30             | 37             | 42             | 47             | 48             | 50             | 47             | 43             | 38             | 32             | 28             | 50             |
| Середній максимум, °C   | 17             | 18             | 23             | 29             | 36             | 40             | 39             | 36             | 35             | 31             | 25             | 19             | 29             |
| Середня температура, °C | 10             | 12             | 17             | 22             | 28             | 32             | 32             | 31             | 28             | 23             | 17             | 12             | 22             |
| Середній мінімум, °C    | 4              | 6              | 11             | 16             | 21             | 25             | 26             | 26             | 22             | 16             | 9              | 5              | 16             |
| Абсолютний мінімум, °C  | −3             | −2             | −5             | 5              | 10             | 16             | 13             | 18             | 14             | 1              | 0              | −2             | −5             |
| Норма опадів, мм        | 30             | 30             | 60             | 40             | 10             | 0              | 30             | 50             | 20             | 0              | 0              | 10             | 340            |
| Днів з дощем            | 3              | 3              | 4              | 3              | 1              | 0              | 2              | 3              | 1              | 0              | 0              | 1              | 27             |
| Вологість повітря, %    | 66             | 66             | 64             | 56             | 37             | 32             | 55             | 64             | 65             | 55             | 60             | 68             | 57             |
| ----------------------- | -------------- | -------------- | -------------- | -------------- | -------------- | -------------- | -------------- | -------------- | -------------- | -------------- | -------------- | -------------- | -------------- |
| Джерело: Weatherbase    |                |                |                |                |                |                |                |                |                |                |                |                |                |

## Історія
В Ло Банрі, Буткарі II (Butkara II) і Маталаї (Matalai) італійські археологи виявили 475 арійських могил, датованих 1520—170 роками до н. е., та два кінських скелета.
30 травня 2009 року пакистанські війська відновили контроль над містом, який був в руках талібів з березня 2009 року.

## Населення
| 1961 | 1972   | 1981   | 1998    | 2012    |
| ---- | ------ | ------ | ------- | ------- |
| 0    | 51 117 | 88 078 | 174 469 | 231 370 |

## Відомі уродженці
- Газала Джавєд — пакистанська співачка, була застрелена колишнім чоловіком.
- Малала Юсафзай — пакистанська школярка, лауреат Нобелівської премії миру.